# إبراهيم حامد
إبراهيم جميل حامد (1965-) قائد كتائب عز الدين القسام سابقاً في الضفة الغربية حتى اعتقاله عام 2006، أسير في السجون الإسرائيلية، يقضي حالياً حكماً، يعدّ ثاني أعلى الأحكام الصادرة عن المحاكم الصهيونية، وفي العالم كذلك، حيث يقضي حكمًا بالسجن المؤبد 54 مرة، لمسؤوليته عن عدة عمليات قتالية وتفجيرية أدت لمقتل إسرائيليين في سلسلة عمليات نفذت طيلة مطاردته نحو 10 أعوام حتى اعتقاله في 2006م. يصنفه الاحتلال الإسرائيلي من أخطر الأسرى لديه.

## نشأته وتعليمه
ولد وعاش في قرية سلواد شمال شرق رام الله وسط أسرة متواضعة وبسيطة، تحمّل هو وأشقائه مسؤولية القيام بمتطلبات الأسرة بعد وفاة والدهم. وكان قَدَر هذه العائلة أن تقدم الكثير لهذا الوطن طيلة سنوات الاحتلال ليكون قدرها ان تعيش بين مطرقة الاحتلال الصهيوني وسنديان الظروف المادية والنفسية الصعبة منذ ان أعلنت قوات الاحتلال لاكثر من 8 سنوات ابنها إبراهيم مطلوب لأجهزتها الأمنية بدعوى نشاطه العسكري في كتائب القسام.
عاش إبراهيم حياة عادية وسط أسرته وبين أبناء جلدته حيث عرف عنه «الشخصية القوية والجادة، وتحليه بالصبر والمكابدة تجاه ظروف عائلته الاقتصادية الصعبة». «يذهب إلى الجامعة مشيا على الأقدام...» وكان أحد رواد المسجد وفي شبابه كان أحد خطبائه، فالتزم بالدين الاسلامي. وتلقى دراسته الابتدائية والإعدادية والثانوية في مدراس سلواد، وكان طالب خلوق، ومتفوق، ليتخرج بنجاح مع درجة امتياز من امتحان التوجيهي، وينتقل إلى جامعة بيرزيت، لتحتضنه كلية الآداب / قسم العلوم السياسية.
يقول أحد المقربين منه أيام الدراسة «كان إبراهيم يضطر الذهاب إلى الجامعة التي تبعد عن قريته مسافة 14 كم مشيا على الأقدام، بين الجبال والسهول والوديان، صيفا وشتاء». تزوج عام 98 فرزقه الله بطفلين علي، وسلمى، وأمضى سنوات شبابه الأولى متنقلا في سجون الاحتلال، من الاعتقال الاداري (بدون تهمة) إلى التحقيق، لكن سجل إبراهيم اسمه في زنازين التحقيق في مسلخ المسكوبية كأحد أبناء حماس الذين لم يقدموا أي اعتراف ولو بكلمة واحدة إلى العدو الصهيوني.

### العمل
تخرج من جامعة بيرزيت في تخصص العلوم السياسية، وعمل في مركز الأبحاث التابع لها، كما انتقل كباحث في قضايا اللاجئين إلى جامعة القدس المفتوحة برام الله، فاصدر العديد من المؤلفات والأبحاث حول القضية الفلسطينية، واصدر أول دراسة عن القرى الفلسطينية المدمرة عام 48 تحت اسم (قرية زرعين) وعمل في مركز خليل السكاكيني ضمن سلسلة أبحاث ودراسات في ذكرى أحياء النكبة. وقبل ان تطارده قوات الاحتلال ويتوارى عن الأنظار كلياً كان يتهيأ لمناقشة رسالة الماجستير في العلاقات الدولية.

## المطاردة والسجون
بدأت قصة مطاردة وملاحقة حامد عام 1998، عندما أعلنت سلطات الاحتلال وروود اعترافات عسكرية خطيرة على إبراهيم من بعض المعتقلين من أبناء القرية والبلدات المجاورة لها، جلها تؤكد انه عضو فاعل في كتائب عز الدين القسام الجناح العسكري لحركة حماس، ومنذ ذلك الحين أعلنت سلطات الاحتلال أن حامد هو من أخطر نشطاء حماس في رام الله.

### في سجن السلطة الفلسطينية (حركة فتح)
وقبيل انتفاضة الأقصى بقليل اعتقل حامد عند جهاز الأمن الوقائي الفلسطيني الذي تزعمه آنذاك جبريل الرجوب، وبات أحد رواد سجن الوقائي في مدينتي رام الله وأريحا وسط الضفة الغربية، وجاء الفرج عندما بدأت سلطات الاحتلال بقصف مجمعات السلطة الفلسطينية في انتفاضة الأقصى، فخرج إبراهيم رغما عن إرادتهم.

### الضغط على عائلته مقاومة
عائلة إبراهيم كان لها تاريخ طول مع مقاومة الاحتلال الصهيوني منذ ان وطأت قدم الصهاينة هذه الأرض المباركة، ففي عام 1973 وفي إحدى المعارك في الجولان السوري المحتل استشهد عبد الرحيم شقيق إبراهيم والذي كان عمره آنذاك 25 عاما. كما أن والد زوجته الشيخ «عبد الرزاق عبد الجليل حامد» يعتبر واحداً من المجاهدين ومن نشطاء الإخوان المسلمين الذين خاضوا معارك 1936 و1948.
ومنذ مطاردة إبراهيم لم تترك سلطات الاحتلال وسيلة ضغط أو تنكيل ضد العائلة الا واستعملتها في محاولة يائسة لإرغام إبراهيم على تسليم نفسه ولكن آنى لهم ذلك.
يقول شقيقه:«منذ ان بدأت حماس الرد على جرائم الاحتلال بالعمليات الاستشهادية، حتى حول الجنود الصهاينة حياتنا إلى جحيم لا يطاق. باتت المداهمات كل ليلة، اعتقلوا أبناء اشقائي الصغار وزوجوهم في السجون وحكموا عليهم بالسجن لسنوات طويلة تصل بعضها إلى خمس سنوات، اعتقلوني واشقائي وشقيقاتي الخمسة دون تهمة، تعرضنا إلى التحقيق والضرب والتنكيل، وبعد ان افرجوا عنا، سلموانا طلبات لمقابلة ضباط المخابرات بشكل يومي. في كل مرة كان الصهاينة يقتحمون القرية بعد منتصف الليل، يحظرون التجول، وينشرون الرعب في قلوب السكان، ويداهمون منزل إبراهيم والعائلة والاشقاء وحتى بعض الاقارب، ويخرجوننا جميعا –اطفالا ونساء ورجالا وكبار السن – إلى العراء، وتحديدا في أيام الشتاء والبرد القارص».
يتفشون المنازل والوديان والجبال وكل الكهوف، يقتحمون غرف بيوتنا، يحطمون الاثاث والمطابخ والمراحيض والزجاج، يعبثون في كل شيء يقع تحت ايديهم.
لم تكتفي قوات الاحتلال بكل اشكال العذاب والتضيق والتنكيل التي عاشتها عائلة إبراهيم، فعمدوا إلى إصدار قرار بهدم منزل العائلة كلها، الا ان قرارا في اخر لحظة صدر عن ما تسمى محكمة العدل العليا اوقف قرار الهدم، ولك بعد فوات الاوان، اذ بات المنزل غير صالح للسكن، ومهدد باي يسقط في أي لحظة.
عقاب القرية كلها
وكان اخر الاجراءات العقابية مداهمة القرية من قبل 300 جندي صهيوني وحظر التجول على السكان لاكثر من اسبوع، وتفتيش من منزل إلى منزل، واعتقال أكثر من 200 شاب للتحقيق معهم.

### اعتقال زوجته من زنازين الرملة إلى الأردن
ولما فشلت قوات الاحتلال الصهيوني في اعتقال إبراهيم، بدأت في مضايقة زوجته «أسماء» وطفليه. وفي أواخر شهر شباط اعتقلت قوات الاحتلال زوجته «أسماء» (25 عاما)، واعتقلت شقيقها حمزة (24 عاما)، واشقائه الاربعة في خطوة جديدة من الضغط على العائلة.
فنقل الجميع إلى مركز التوقيف في مغتصبة بيت ايل القريبة من رام الله، واحتجزوا لمدة اسبوع، اما شقيق أسماء فنقل إلى سجن المسكوبية وهناك تعرض لابشع أنواع التعذيب والضغط النفسي في محاولة لاستنطاقه بأية معلومات قد تقود إلى مكان اختفاء زوج شقيقته ولكن دون جدوى.
وبما انه يحمل جواز سفر أردني فقد رحلته سلطات الاحتلال قسرا عن بلده إلى الأردن من خلال معبر الكرامة. اما أسماء وبعد ان تعرضت للتحقيق والاستجواب فقد نقلت إلى سجن الرملة المخصص للنساء، وهناك احتجزت بدون محاكمة أو تهمة غير انها زوجة مطارد لاكثر من ثمانية شهور، ابعدت عقبها إلى الأردن.
اما اطفالها علي وسلمى فلم تتمكن من لقائهم خلال فترة اعتقالها، كما ان عقبات كبيرة وضعتها قوات الاحتلال امام نقلهم إلى والدتهم في عمان، فعاشوا تحت رعاية جدتهم التي انضمت لاحقا إلى ابنائها في الأردن.

### التحقيق مع أبنائه علي وسلمى
بالرغم من انهما لم يتجاوزا العشرة اعوام الا ان اجهزة الأمن الصهيوني حاولت الوصول إلى والدهما المطارد من خلالهما مستغلين براءتهما. فكان ضباط المخابرات المرافقين بشكل دائم للقوات الغازية لقرية سلواد يخضعون الطفلين علي وسلمى للاستجواب وعلى انفراد، تارة يستخدمون الترهيب لدب الرعب في قلوبهم عند سؤالهم عن اخر مرة التقوا فيها بوالدهم وتارة أخرى الترغيب والمراوغة والخداع، الا ان كل ذلك لم يقدم لهم شيئا.
ماذا يقول مسؤول منطقة رام الله روني مونا، القائد العسكري المسؤول عن القوات العاملة في مدينة رام الله، يتطرق في مقابلة مع صحيفة عبرية إلى إبراهيم حامد.
يقول مونا بعد ان يتحدث عن خلايا فتح العسكرية وكيفية عملها في نابلس ورام الله (حماس رام الله هي حكاية مغايرة تماما. المسألة تتعلق في الواقع بشخص واحد لم ير أحد وجهه منذ مدة طويلة. يقول الصحفي الذي اجرى اللقاء (يسمونه إبراهيم حامد، القادة الذين سبقوا نوما طاردوه، وإذا لم يحدث شيء خلال الأيام القريبة فسينقل نوما المهمة لمن يأتي بعده. ويعرف نوما عن إبراهيم حماد الكثير قياسا بالشخص الذي يشبه الإشاعة.
«هو رجل خالد مشعل» كما يقول عن حامد، وكان كذلك عندما كان أحمد ياسين حيا، هناك اتصال بينه وبين خالد مشعل، ويا ليتني اعرف كيف يعيش. هو ينظر للصراع كشيء مستمر ولا يشارك في منافسات الانتقام عن أحداث محددة. وهو لا يشعر بالصدمة إذا لم يتمكن من تنفيذ عملية خلال نصف سنة. هو شخص حذر جداً ويلتقي مع الأشخاص وهو متنكر ويوجه الخلايا التي لا يعرف أحدها الآخر. في نهاية عام 2003 أصبنا المهندسين التابعين له وهو يعكف على إعادة بناء قدراتيه منذئذ. ولكن من ناحيته هناك متسع من الوقت.

## الاعتقال
في 23 مايو 2006، أعلنت الحكومة الإسرائيلية الحادية والثلاثون برئاسة إيهود أولمرت عن إلقاء القبض على إبراهيم حامد، البالغ من العمر واحدا وأربعين عاما، في عملية مشتركة نفذها جهاز المخابرات العامة (الشاباك) وجيش الدفاع الإسرائيليّ وشرطة إسرائيل. بعد أن كان مطلوباً من قبل الأمن الإسرائيلي لمدة ثماني سنوات. وكانت القوات الاسرائيلية قد اقتحمت منطقة البالوع في رام الله حوالي الخامسة من فجر اليوم وحاصرت منزلا يقع بالقرب من منزل رئيس السلطة الفلسطينية وحركة فتح محمود عباس. وأطلقت وابلاً كثيفاً من قنابل الانيرجا الحارقة على المنزل المذكور قبل أن تتمكن في الثامنة من صباح اليوم من اعتقال قائد كتائب الشهيد عز الدين القسام إبراهيم حامد دون حدوث اشتباك مسلح بين الطرفين حيث كانت العملية مباغتة. وبحسب شهود عيان فإن قائد كتائب القسام لم يصب جراء إطلاق القذائف فيما اعتقلت القوات المداهمة أحد أنصار حماس من منزل مجاور يدعى ناجح ماضي.